# Manuel Sarabia
Manuel Sarabia López (Abanto-Zierbena, 9 gennaio 1957) è un allenatore di calcio ed ex calciatore spagnolo, di ruolo attaccante.

## Carriera

### Giocatore

#### Club
Dopo essere cresciuto nella cantera dell'Athletic Club, debutta con il Bilbao Athletic, la squadra riserve, nella stagione 1974-1975. Dopo due anni passa alla prima squadra, esordendo nella Liga il 19 settembre 1976 nella partita Athletic Club-Málaga (1-1). L'anno successivo viene ceduto in prestito al Barakaldo, nella Segunda División spagnola, dove realizza 15 gol. Immediato è quindi il ritorno con i Rojiblancos, con cui resta per 10 anni, conquistando due scudetti spagnoli, una Coppa del Re ed una Supercoppa spagnola, per un totale di 382 partite (284 in campionato) e 118 gol.
Tra il 19 e il 31 gennaio 1986 è stato protagonista di un caso che ha creato grandi polemiche nella tifoseria dell'Athletic. Dopo mesi in cui l'allenatore Javier Clemente aveva preferito tenerlo in panchina nel primo tempo e farlo entrare a partita iniziata, ottenendo comunque dei buoni risultati, si è prodotta una rottura tra i due che è culminata con l'esclusione del giocatore dalla prima squadra. Lo scandalo che ha creato la decisione ha messo alla prova il consiglio direttivo del club e il presidente Pedro Aurtenetxe, che dopo 12 giorni ha deciso di licenziare il tecnico e reintegrare l'attaccante in rosa. Sarabia è stato ricordato per molti anni come il giocatore di miglior classe tra quelli che hanno vestito la maglia della squadra basca, ma dopo quest'episodio la sua parabola ascendente si è fermata: non ha partecipato al Mondiale del 1986 e due anni dopo ha lasciato la squadra senza che nessuno si opponesse.
Conclude la carriera tra le file del Logrones, sempre in Prima Divisione.

#### Nazionale
Debutta con la Nazionale di calcio della Spagna il 16 febbraio 1983, nella partita Spagna-Olanda (1-0), valida per la qualificazione al Campionato europeo di calcio 1984. Il suo primo gol risale invece a Spagna-Malta (12-1) del 21 dicembre 1983. Partecipò anche alla competizione continentale, segnando nella semifinale contro la Danimarca il rigore decisivo che valse l'accesso alla finale persa poi dagli iberici contro la Francia. L'ultima apparizione fu invece l'amichevole Spagna-Bulgaria (2-0) del 18 dicembre 1985.

### Allenatore
Dopo aver terminato la carriera di calciatore, si dedicò al ruolo di allenatore.
Cominciò con la guida del Bilbao Athletic nella stagione 1995-1996, ruolo ricoperto anche l'anno successivo, culminato con la retrocessione.
Nel 1999 passa al Badajoz, sempre nella Segunda División spagnola, dove rimane una sola stagione. Nel 2001-2002 subentra alla guida del Numancia, venendo esonerato la stagione successiva.

## Palmarès

### Competizioni nazionali
- Campionato spagnolo: 2

Athletic Bilbao: 1982-1983, 1983-1984
- Coppa di Spagna: 1

Athletic Bilbao: 1983-1984
- Supercoppa di Spagna: 1

Athletic Bilbao: 1984